# Magoss József
Magoss József (19. század) vándorszínész.

## Élete
Pályáját orvostanhallgatóként kezdte. 1840-től 1843-ig Kilényi Dávid és 1846-47-ben Feleki Miklós társaságával Kolozsvárt szerepelt. 1848-ban játszott az akkori felépült szatmári színházban. Eleinte hősszerelmeseket alakított, majd apaszerepekben tűnt fel.

## Fontosabb szerepei
- Nikétász (Kisfaludy Károly: Ilka);
- Hurbos Firi (Kotzebue: Nagy zűrzavar);
- Bányai (Holberg: A politikus csizmadia);
- Király (Sh.–Schröder: Hamlet);
- Cserny György (Balog I.).

## Munkái
- Hazai Zsebkönyvecske az 1832. esztendőre, a magyar haza hív fiainak mély tisztelettel ajánlja. Lőcse, 1832. (Emlékezet a haza néhány tájaira.)
- Honni Zsebkönyv. Szeged, 1833.
- Magány virága a Magyar hon hív fiainak s tisztelt népeinek mély üdvözlettel ajánlja. Ujvidék, 1834. (Költemények.)
- Ibolya. Költeményes Zsebkönyv. Debreczen, 1838. (Elbeszélések, A magyar bosszú, szomorújáték egy felv., Költemények.)